# Al-Baq'a
Al-Baq'a (en árabe, البقعة) es una ciudad en la gobernación de Balqa', en Jordania. Tiene una población de 68.816 habitantes (censo de 2015). Se encuentra a 20 km al norte de Amán.